# Aljauxe
Aljauxe (em árabe: Aljaux) é um povoado da Líbia situado ao norte das montanhas Nafuça. Em 28 de julho de 2011 foi palco de um dentre vários combates da Campanha das Montanhas Nafusa durante a Guerra Civil Líbia de 2011.